# Erio Tosatti
Erio Tosatti (* 9. November 1943 in Nonantola) ist ein italienischer theoretischer Festkörperphysiker.
Tosatti stammte aus einer Bauernfamilie und besuchte zunächst eine Technikerschule in Modena und studierte danach Physik an der Universität in Modena mit dem Abschluss 1967. Anschließend setzte er sein Studium an der Scuola Normale Superiore in Pisa fort, an der er 1970 bei Franco Bassani magna cum laude  promoviert wurde. Seine Dissertation befasste sich mit optischen Eigenschaften von Halbleitern, wobei er Dispersionsrelationen wie in der Hochenergiephysik anwandte, was Gegenstand seiner Abschlussarbeit in Modena gewesen war. Als Post-Doktorand war er an der Universität Rom La Sapienza und an der Universität Cambridge, wo er 1972/73 Philip Warren Anderson traf, an der Universität Stuttgart bei Hermann Haken und 1977 an der Stanford University bei Sebastian Doniach. 1977 wurde er von Abdus Salam eingeladen, am ICTP in Triest die Gruppe für Festkörpertheorie aufzubauen. Außerdem wurde er 1980 Professor an der neugegründeten International School for Advanced Studies (SISSA) in Triest. 2002 bis 2003 war er Direktor des ICTP. 2014 wurde er emeritiert.
1984/85 war er für ein Sabbatjahr am IBM Labor in Rüschlikon, wo er mit Karl Alexander Müller und Heinrich Rohrer zusammenarbeitete.
Er befasste sich mit einem sehr breiten Spektrum von Themen in der theoretischen Festkörperphysik. In jüngster Zeit befasste er sich mit Reibung auf Nanoebene, metallische und magnetische Nanokontakte (einschließlich Kondo-Transport-Anomalien), Mott-Isolatoren und unkonventionelle Supraleitung in Fullerenen und molekularen Leitern, elektronische Korrelationen an Halbleiteroberflächen (ähnlich zweidimensionalen Metallen), Physik bei sehr hohem Druck. Er sagte die Berry-Phase in Fullerenen vorher.
2001 wurde er Fellow der American Physical Society, 2006 korrespondierendes Mitglied der Accademia dei Lincei, 2012 Mitglied des Istituto Lombardo und 2011 auswärtiges Mitglied der National Academy of Sciences. 2018 erhielt er den Premio Enrico Fermi und 2005 die Tate Medal for International Leadership in Physics des American Institute of Physics und 1997 in Como den The Francesco Somaini Triennial Physics Prize. 2012 erhielt er einen ERC Advanced Grant.

## Schriften (Auswahl)
- mit P. W. Anderson: Two-dimensional excitonic insulators: Si and Ge (111) surfaces, Solid State Communications, Band 14, 1974, S. 773–777
- Charge and spin-density waves on semiconductor surfaces, Japanese Journal of Applied Physics, Band 381, 1974, Suppl. 2, S. 381–388.
- Electronic superstructures on semiconductor surfaces, and layered transition metal compounds, in: Festkörperprobleme 15, Vieweg 1975, S. 113
- mit A. Selloni u. a.: Voltage-dependent scanning-tunneling microscopy of a crystal surface: Graphite, in: Scanning Tunneling Microscopy, Kluwer 1985, S. 168–171
- mit F. Ercolessi, M. Parrinello: Au (100) surface reconstruction, Phys. Rev. Letters, Band 57, 1986, S. 719
- Herausgeber mit Luciano Pietronero: Fractals in physics, North Holland 1986
- mit F. Ercolessi, Michele Parrinello: Simulation of gold in the glue model, Philosophical Magazine A, Band 58, 1988, S. 213–226
- mit F. Ercolessi, W. Andreoni: Melting of small gold particles: Mechanism and size effects, Physical Review Letters, Band 66, 1991, S. 911
- mit J. Kohanoff u. a.: "Solid Molecular Hydrogen: The Broken Symmetry Phase,  Physical Review Letters, Band 78, 1997, S. 2783–2786, Arxiv
- mit Gülseren u. a.:  Noncrystalline Structures of Ultrathin Unsupported Nanowires, Physical Review Letters, Band 80, 1998, S. 3775–3778
- mit S. Serra u. a.: Pressure-Induced Solid Carbonates from Molecular CO2 by Computer Simulation, Science, Band 284, 1999, S. 788–790.
- mit C. Cavazzoni u. a.: Superionic and metallic states of water and ammonia at giant planet conditions, Science, Band 283, 1999, S. 44–46
- mit A. Laio u. a.: Physics of iron at Earth’s core conditions, Science, Band 287, 2000, S. 1027–1030
- mit G. E. Santoro, R. Martonak, R. Car: Theory of quantum annealing of an Ising spin glass, Science, Band 295, 2002, S. 2427–2430
- mit M. Capone, M. Fabrizio, C. Castellani: Strongly correlated superconductivity, Science, Band 296, 2002, S. 2364–2366
- mit B. N. J. Persson u. a.: On the nature of surface roughness with application to contact mechanics, sealing, rubber friction and adhesion, Journal of Physics: Condensed Matter, Band 17, 2004, R1
- mit Lucignano u. a.:  Kondo conductance in an atomic nanocontact from first principles, Nature Materials, Band 8, 2009, S.  563–567
- mit A. Vanossi, N. Manini, M. Urbakh, S. Zapperi: Colloquium: Modeling friction: From nanoscale to mesoscale, Reviews of Modern Physics, Band 85, 2013, S. 529
- mit R. Requist u. a.: Metallic, magnetic and molecular nanocontacts, Nature Nanotechnology, Band 11, 2016, S. 499–508, Arxiv